# Denemarken op het Eurovisiesongfestival 1987
Denemarken werd op het Eurovisiesongfestival 1987 in Brussel vertegenwoordigd door Anne Cathrine Herdorf en de groep Bandjo, met het lied En lille melodi. Het was de twintigste deelname van Denemarken aan het festival.

## Finale
De Dansk Melodi Grand Prix, gehouden in de Tivoli in Kopenhagen, werd gepresenteerd door Jørgen Mylius. Tien artiesten namen deel aan deze finale. De winnaar werd gekozen door 5 regionale jury's.
In een eerste ronde vielen de 5 liedjes af met de laagste scores en in de tweede ronde streden de vijf overgebleven artiesten voor de overwinning.
| Volgorde | Artiest                      | Lied                     | Punten | Plaats |
| -------- | ---------------------------- | ------------------------ | ------ | ------ |
| 1        | Kirsten Siggaard             | "Farvel og tak"          | 6      | 5      |
| 2        | Dorthe Kollo & Johnny Reimar | "Sig mig hva' du ude på" | -      | -      |
| 3        | Trine Dyrholm                | "Danse i måneskin"       | 20     | 3      |
| 4        | Dario Campeotto              | "Stjerner på himlen"     |        |        |
| 5        | Keld & Hilda Heick           | "Ha' det godt"           | -      | -      |
| 6        | Lille Palle                  | "Goodbye Joe"            | -      | -      |
| 7        | Birthe Kjær                  | "Hva' er du ude på?"     | 22     | 2      |
| 8        | Tommy Seebach                | "Det' gratis"            | 17     | 4      |
| 9        | Anne Cathrine Herdorf        | "En lille melodi"        | 40     | 1      |
| 10       | Limelight                    | "Helt normalt"           | -      | -      |

## In Brussel
Denemarken moest tijdens het festival aantreden als 19de, na Finland en voor Ierland. Aan het einde van de puntentelling bleek dat Herdorf en Bandjo op een vijfde plaats waren geëindigd met 83 punten.
België gaf geen punten aan deze inzending en Nederland gaf er 6.

### Gekregen punten

#### Finale
| 12 punten | 10 punten | 8 punten                                     | 7 punten                                                 | 6 punten             |
| --------- | --------- | -------------------------------------------- | -------------------------------------------------------- | -------------------- |
|           |           | - Finland - Frankrijk - Griekenland - Zweden | - IJsland - Noorwegen - Oostenrijk - Verenigd Koninkrijk | - Israël - Nederland |
| 5 punten  | 4 punten  | 3 punten                                     | 2 punten                                                 | 1 punt               |
|           | - Ierland | - Zwitserland                                | - Italië                                                 | - Portugal - Turkije |

### Punten gegeven door Denemarken

#### Finale
Punten gegeven in de finale:
| 12 punten | Duitsland           |
| 10 punten | Cyprus              |
| 8 punten  | Joegoslavië         |
| 7 punten  | Zweden              |
| 6 punten  | Griekenland         |
| 5 punten  | Ierland             |
| 4 punten  | Verenigd Koninkrijk |
| 3 punten  | Noorwegen           |
| 2 punten  | Nederland           |
| 1 punt    | Zwitserland         |

1957 · 1958 · 1959 · 1960 · 1961 · 1962 · 1963 · 1964 · 1965 · 1966 · 1967-1977 · 1978 · 1979 · 1980 · 1981 · 1982 · 1983 · 1984 · 1985 · 1986 · 1987 · 1988 · 1989 · 1990 · 1991 · 1992 · 1993 · 1994 · 1995 · 1996 · 1997 · 1998 · 1999 · 2000 · 2001 · 2002 · 2003 · 2004 · 2005 · 2006 · 2007 · 2008 · 2009 · 2010 · 2011 · 2012 · 2013 · 2014 · 2015 · 2016 · 2017 · 2018 · 2019 · 2020 · 2021 · 2022 · 2023 · 2024 · 2025